# 30437 Michtchenko
30437 Michtchenko este o planetă minoră (asteroid), cu un diametru de 3,497 km, din centura de asteroizi. A fost descoperită pe 5 iunie 2000 la Stația Anderson Mesa de Lowell Observatory Near-Earth-Object Search și a fost numită după Tatiana Michtchenko⁠(d). 
Obiectul prezintă o orbită caracterizată de o semiaxă mare de 2,3533337 UAi, o excentricitate de 0,07, o înclinație de 6,21944 ° în raport cu ecliptica.